# Kusireti
Kusireti (ros. Kusriet) – wieś w Osetii Południowej, w regionie Cchinwali. W 2015 roku liczyła 77 mieszkańców.